# Kontraktura
Kontraktura izhaja iz latinske besede contractio -krčenje in pomeni otrdelost sklepa oziroma omejena gibljivost v sklepu. Nastane zaradi skrajšanja mišič, vezi in zmanjšanja sklepnih ovojnic. Kontrakture povzročajo omejitve gibanja in bolečine.
Kontrakture nastajajo v sklepih in izven sklepov. Ločimo sklepne in izven sklepne.
Vzrok za nastanek sklepne kontrakture je v samem sklepu (sklepna ovojnica, ki ima veliko vezivnih vlaken, skrajšane vezi ali poškodba sklepnih površin).
Posebna oblika sklepne kontrakture je ANKILOZA, kjer za razliko od kontrakture ne gre samo za omejeno gibljivost, pač pa za stanje, ko v sklepu ni nobenega giba več. 
Ankiloza je lahko koščena ali fibrozna. V prvem primeru sta obe kosti, ki v sklepu sodelujeta, koščeno prerasli, v drugem primeru samo z vezivom.
Izven sklepne kontrakture- vzrok za nastanek teh kontraktur leži izven samega sklepa, v koži, tetivi ali mišiči.
Glede na vzrok nastanka ločimo nevrogene kontrakture (nastajajo pri centralnih in perifernih ohromitvah), kontrakture zaradi bolečin (so posledica zmanjšanja gibanja pri poškodbah in obolenjih v predelu sklepov), psihogene kontrakture (ki nastanejo pri manjših poškodbah, kadar so prizadete nevrotične osebe) in kontrakture zaradi slabe zdravstvene oskrbe (nepravilen položaj in mirovanje v mavcu ali opornici).
Pogosteje se pojovljajo pri pacientih z vnetimi sklepi, degenerativnimi obolenji, ohromitvami, poškodbami, opeklinami v bližini sklepov, dolgotrajnim mirovanjem sklepa.
Za preventivo kontraktur in ohranitev gibljivosti je najbolj pomemben pravilen pristop k rehabilitaciji starostnika.